# Populär mekanik
Populär mekanik var en svensk edition av Popular Mechanics Magazine, amerikansk teknisk tidskrift. Startades i USA 1902 av H. H. Windsor. Den gavs ut som månadsmagasin och innehöll mestadels artiklar om ny teknik, hobbytips, ritningar och byggbeskrivningar.
Den svenska upplagan trycktes i Danmark och distribuerades till Sverige och Finland.